# Татјана Бокан (глумица)
Татјана Бокан је српска позоришна, телевизијска и филмска глумица.

## Биографија
Татјана Бокан је рођена у Новом Саду, где је и завршила Академију уметности. Студирала је на класи професора Михаила Јанкетића. Као гостујућа глумица играла је у представи Дом Риорданових, Народног позоришта у Суботици. Прву телевизијску улогу остварила је у серији Неки нови клинци, где је тумачила лик Даде. У серији Црни Груја, те филму Црни Груја и камен мудрости тумачила је Ержебет. Заједно с Иваном Јевтовићем и Миланом Калинићем играла је у представи Жаклина Бандека, у продукцији FAVI и режији Славенка Салетовића, која је премијерно играна на сцени Театра Култ, а потом и у Академији 28. У серији Мој рођак са села појавила се у улози конобарице Буце. С колегом Драганом Маринковићем Мацом је 2010. године почела да води школу глуме у Новом Саду. Једну од улога остварила је у кратком филму Deus Ex Machina из 2016, где поред ње главне ликове тумаче још Јована Стипић и Гордана Ђурђевић Димић. У подели теленовеле Од јутра до сутра поверен јој је лик Споменке.

## Улоге

### Позоришне представе
| Наслов          | Улога        | Редитељ            | Позориште                          | Премијера        |
| --------------- | ------------ | ------------------ | ---------------------------------- | ---------------- |
| Електра         | Клитемнестра | Михаило Јанкетић   | Академско позориште „Промена”      | 6. јун 2001.     |
| Дом Риорданових | Данон        | Горан Рушкуц       | Народно позориште у Суботици       | 15. мај 2002.    |
| Жаклина Бандека | Жаклина      | Славенко Салетовић | Култ театар (касније Академија 28) | 23. јануар 2004. |

### Филмографија
| Год.       | Назив                         | Улога           |
| ---------- | ----------------------------- | --------------- |
| 2000-е▲    |                               |                 |
| 2003.      | Неки нови клинци (серија)     | Дада            |
| 2003—2007. | Црни Груја (серија)           | Ержебет         |
| 2007.      | Црни Груја и камен мудрости   | Ержебет         |
| 2008.      | Мој рођак са села (серија)    | Буца            |
| 2008.      | Заустави време (серија)       | Нина            |
| 2010-е▲    |                               |                 |
| 2016.      | Deus Ex Machina (кратки филм) | Жена 2          |
| 2018.      | Ургентни центар (серија)      | Госпођа Радулов |
| 2020-е▲    |                               |                 |
| 2021.      | Авионџије (серија)            | Глумица         |
| 2022.      | Коло среће (серија)           | Ана             |
| 2022.      | Од јутра до сутра (серија)    | Споменка Божић  |